# GHS危险说明
危险说明是全球化学品统一分类和标签制度（GHS）的一部分。它们旨在形成一套关于化学物质和混合物危害的标准化短语，可以翻译成不同的语言。 因此，它们与众所周知的R-短语具有相同的目的，并旨在取代R-短语。 
危险说明是全球统一制度下容器标签的关键要素之一，同时还有： 
- 产品的标识
- 一个或多个危险象形图（ 必要时 ）
- 提示词- 危险或警告- 必要时
- 防范说明 ，说明应如何处理产品以最大限度地降低使用者（以及其他人和一般环境）的风险
- 供应商的身份（可能是制造商或进口商）。

每个危险说明都指定一个代码，以字母H开头，后跟三位数字。与相关危险相对应的语句按代码编号组合在一起，因此编号不是连续的。该代码用于参考目的，例如帮助翻译，但实际短语 应出现在标签和安全数据表上。 

## 物理危害
| 代码 | 短语                                                      |
| ---- | --------------------------------------------------------- |
| H200 | 不稳定爆炸物                                              |
| H201 | 爆炸;大规模爆炸危险                                       |
| H202 | 爆炸;严重的投射危险                                       |
| H203 | 爆炸;火灾，爆炸或投射危险                                 |
| H204 | 火灾或投射危险                                            |
| H205 | 可能在大火中爆炸                                          |
| H206 | 火灾，爆炸或投射危险：如果脱敏剂减少，爆炸的风险会增加    |
| H207 | 火灾或投射危险：如果脱敏剂减少，爆炸风险会增加            |
| H208 | 火灾危险：如果脱敏剂减少，爆炸风险会增加                  |
| H220 | 极易燃气体                                                |
| H221 | 易燃气体                                                  |
| H222 | 极易燃气溶胶                                              |
| H223 | 易燃气溶胶                                                |
| H224 | 极易燃液体和蒸气                                          |
| H225 | 高度易燃液体和蒸气                                        |
| H226 | 易燃液体和蒸气                                            |
| H227 | 可燃液体                                                  |
| H228 | 易燃固体                                                  |
| H229 | 加压容器：加热时可能会爆裂                                |
| H230 | 即使在没有空气的情况下也可能爆炸性地反应                  |
| H231 | 即使在高压和/或高温下没有空气的情况下也可能发生爆炸性反应 |
| H232 | 如果暴露在空气中，可能会自燃                              |
| H240 | 加热可能会导致爆炸                                        |
| H241 | 加热可能引起火灾或爆炸                                    |
| H242 | 加热可能会引起火灾                                        |
| H250 | 如果暴露在空气中会自燃                                    |
| H251 | 自热;可能着火                                             |
| H252 | 大量自热;可能着火                                         |
| H260 | 与水接触会释放可能会自燃的易燃气体                        |
| H261 | 与水接触会释放出易燃气体                                  |
| H270 | 可能引起或加剧火灾;氧化剂                                 |
| H271 | 可能引起火灾或爆炸;强氧化剂                               |
| H272 | 可能会加剧火势;氧化剂                                     |
| H280 | 含有压力气体;如果加热会爆炸                               |
| H281 | 包含冷藏气体;可能导致低温灼伤或受伤                       |
| H290 | 可能会腐蚀金属                                            |

## 健康危害
- H300：吞咽致命。
- H301：吞咽会中毒
- H302：吞咽有害
- H303：吞咽可能有害
- H304：吞咽并进入呼吸道可能致命
- H305：吞咽并进入呼吸道可能有害
- H310：与皮肤接触致命
- H311：皮肤接触会中毒
- H312：与皮肤接触有害
- H313：接触皮肤可能有害
- H314：造成严重的皮肤灼伤和眼睛损伤
- H315：引起皮肤刺激
- H316：引起轻度皮肤刺激
- H317：可能引起过敏性皮肤反应
- H318：造成严重眼损伤
- H319：造成严重的眼睛刺激
- H320：引起眼睛刺激
- H330：吸入致死
- H331：吸入会中毒
- H332：吸入有害
- H333：吸入可能有害
- H334：吸入可能导致过敏或哮喘症状或呼吸困难
- H335：可能引起呼吸道刺激
- H336：可能引起嗜睡或头晕
- H340：可能导致遗传缺陷
- H341：怀疑导致遗传缺陷
- H350：可能导致癌症
- H351：怀疑致癌
- H360：可能会损害生育能力或未出生的孩子
- H361：怀疑造成對生育能力或未出生的孩子的傷害
- H361d：怀疑对未出生的孩子造成伤害
- H361e：可能会伤害未出生的孩子
- H361f：怀疑生育能力受损
- H361g：可能会损害生育能力
- H362：可能对母乳喂养的儿童造成伤害
- H370：对器官造成伤害
- H371：可能对器官造成伤害
- H372：长期或反复接触会对器官造成伤害
- H373：长期或反复接触可能对器官造成伤害

- H300 + H310：吞咽或接触皮肤致命
- H300 + H330：吞咽或吸入致死
- H310 + H330：皮肤接触或吸入致死
- H300 + H310 + H330：吞咽，皮肤接触或吸入致死
- H301 + H311：吞咽或皮肤接触会中毒
- H301 + H331：吞咽或吸入会中毒
- H311 + H331：皮肤接触或吸入会中毒
- H301 + H311 + H331：吞咽，皮肤接触或吸入会中毒
- H302 + H312：吞咽或接触皮肤有害
- H302 + H332：吞咽或吸入有害
- H312 + H332：皮肤接触或吸入有害
- H302 + H312 + H332：吞咽，皮肤接触或吸入有害
- H303 + H313：吞咽或接触皮肤可能有害
- H303 + H333：吞咽或吸入可能有害
- H313 + H333：接触皮肤或吸入可能有害
- H303 + H313 + H333：吞咽，皮肤接触或吸入可能有害
- H315 + H320：引起皮肤和眼睛刺激

## 环境危害
- H400：对水生生物毒性很大
- H401：对水生生物有毒
- H402：对水生生物有害
- H410：对水生生物毒性极大并具有长效作用
- H411：对水生生物有毒并具有长效作用
- H412：对水生生物有害并具有长效作用
- H413：可能对水生生物造成长期有害影响
- H420：通过破坏高层大气中的臭氧来危害公众健康和环境
- H433：对陆生脊椎动物有害

## 针对具体国家的危险说明

### 欧洲联盟
欧盟通过CLP法规实施了GHS。尽管如此，基于危险物质指令的旧系统并行使用至2015年6月。根据CLP规则，在GHS下没有简单等价物的一些R-短语被保留：该编号反映了先前R-短语的编号。 

#### 物理特性
- EUH001：干燥时爆炸
- EUH006：与空气接触或不接触的爆炸物，在CLP技术进步的第四次调整中删除了。
- EUH014：与水剧烈反应
- EUH018：使用中可能形成易燃/爆炸性蒸汽 - 空气混合物
- EUH019：可能形成爆炸性过氧化物
- EUH044：在限制条件下加热会有爆炸危险

#### 健康属性
- EUH029：与水接触释放出有毒气体
- EUH031：与酸接触释放出有毒气体
- EUH032：与酸接触释放出剧毒气体
- EUH066：反复接触可能导致皮肤干燥或开裂
- EUH070：眼睛接触会中毒
- EUH071：腐蚀呼吸道

#### 环境属性
- EUH059：危害臭氧层，在第二次适应CLP技术进步时被GHS Class 5.1取代。

#### 其他欧盟危险声明
CLP法规也保留了一些旨在用于十分具体的情况的其他危险说明。 请注意，在这种情况下，如果不包括“EU”前缀，则欧盟特定危险说明的编号可与GHS危险说明一致。 
- EUH201：含有铅。 不应在易被儿童咀嚼或吸吮的表面上使用。 
  - EUH201A：警告！ 含有铅。
- EUH202：氰基丙烯酸酯。 危险。 在几秒钟内粘合皮肤和眼睛。 放在儿童接触不到的地方。
- EUH203：含有铬（VI）。 可能会产生过敏反应。
- EUH204：含有异氰酸酯。 可能会产生过敏反应。
- EUH205：含有环氧成分。 可能会产生过敏反应。
- EUH206：警告！ 请勿与其他产品一起使用。 可能释放危险气体（氯）。
- EUH207：警告！ 含有镉。 使用过程中会形成危险的烟雾。 请参阅制造商提供的信息。 遵守安全说明。
- EUH208：含有< 致敏物质的名称 >。 可能会产生过敏反应。
- EUH209：在使用中可能变得高度易燃。 
  - EUH209A：使用时易燃。
- EUH210：可根据要求提供安全数据表。
- EUH401：为避免对人类健康和环境造成危害，请遵守使用说明。

### 澳大利亚
GHS于2012年1月1日在澳大利亚通过，并且在自2017年1月1日起采用统一的工作健康和安全法（维多利亚州和西澳大利亚州除外）的州和地区成为强制性要求。 制定危险化学品安全数据表的国家行为守则包括12项澳大利亚特定的GHS危害声明，详细如下： 

#### 物理危险说明
- AUH001：无水分爆炸
- AUH006：有或没有接触空气的爆炸物
- AUH014：与水猛烈反应
- AUH018：在使用中，可能形成易燃/爆炸性蒸汽 - 空气混合物
- AUH019：可能形成爆炸性过氧化物
- AUH044：在限制条件下加热会有爆炸危险

#### 人类健康危害声明
- AUH029：与水接触释放出有毒气体
- AUH031：与酸接触释放出有毒气体

#### 其他非GHS危险说明
- AUH032：与酸接触释放出剧毒气体
- AUH066：反复接触可能导致皮肤干燥或开裂
- AUH070：眼睛接触会中毒
- AUH071：腐蚀呼吸道

### 新西兰
截至2009年3月，新西兰有关“1996年有害物质和新生物法”的相关法规未规定危险说明所需的确切措辞。 但是，新西兰分类系统包括三类环境危害，未列入GHS Rev.2： 
- 对土壤环境的生态毒性
- 对陆地脊椎动物的生态毒性
- 对陆地无脊椎动物的生态毒性

这些分别是新西兰分类方案的9.2-9.4类，并根据危害程度分为子类。  9.2D子类中的物质（“在土壤环境中有轻微危害的物质”）不需要危险说明，而其他子类中的物质则需要指出一般危险程度和一般危险类型。 